# Разрушителят (филм)
„Разрушителят“ (на английски: Demolition Man) е американски филм на режисьора Марко Брамбила. Главните роли се изпълняват от Силвестър Сталоун, Уесли Снайпс и Сандра Бълок.
Филмът прави препратки към антиутопичния роман „Прекрасният нов свят“ на Олдъс Хъксли.

## Български дублажи

### Българската национална телевизия
| Озвучаващи артисти | Владимир Пенев Робин Кафалиев Христо Бонин Симеон Владов Петър Върбанов |

| Озвучаващи артисти | Таня Димитрова Марин Янев Веселин Ранков Христо Чешмеджиев Любомир Младенов |

| Озвучаващи артисти  | Ангелина Славова Ирина Маринова Радослав Рачев Тодор Георгиев Стоян Алексиев Даниел Цочев |
| Преводач            | Полина Николова                                                                           |
| Тонрежисьор         | Добромир Христов                                                                          |
| Режисьор на дублажа | Албена Павлова                                                                            |